# Agromyza nana
Agromyza nana is een vliegensoort uit de familie van de mineervliegen (Agromyzidae). De wetenschappelijke naam is gepubliceerd in 1830 door Meigen.

## Kenmerken
De vliegen bereiken een lichaamslengte van 1,75 tot 2,5 mm. De vliegen zijn overwegend zwart van kleur. Het interoculaire gebied is rood gekleurd. De eerste twee antenne-elementen zijn rood. De poten zijn bijna helemaal zwart. Alleen het overgangsgebied tussen femora en tibia is roodachtig.
De gele, pootloze larven hebben geen kopkapsel.

## Voorkomen
Agromyza nana is een Palaearctische soort en strekt zich uit over Europa, Noord-Afrika en het Midden-Oosten tot Azië. De soort komt ook voor op de Canarische Eilanden.

## Levenswijze
De larven ontwikkelen zich als mineervlieg in de bladeren van verschillende soorten uit de vlinderbloemenfamilie. De waardplanten omvatten vertegenwoordigers van de geslachten Anthyllis,  Lotus, Medicago, Melilotus, Onobrychis, Securigera, Trifolium, Trigonella en Vicia. Bekende waardplanten zijn witte klaver (Trifolium repens), rode klaver (Trifolium pratense) en luzerne (Medicago sativa). De larven worden meestal waargenomen van juni tot oktober. De verpopping vindt buiten de mijn plaats.